# Aria compressa - Soft Air
Aria compressa - Soft Air è un film italiano del 1997 diretto da Claudio Masin.

## Trama
Giorgio divide il suo tempo tra il lavoro e la fidanzata trascurando i suoi amici. Una sera riceve una telefonata da Matteo che lo invita alla festa di compleanno di Roberto: in realtà la festa non esiste ed è solo un pretesto per riunire la compagnia di amici per una rimpatriata. Durante la cena Roberto riferisce agli amici di avere prenotato una partita di softair a Mazzano Romano. La domenica successiva il gruppo si riunisce per giocare, ma qualcosa non va per il verso giusto: quella che dovrebbe essere una normale sfida di softair si trasforma in una sorta di battuta di caccia mortale poiché la squadra avversaria è composta da veri e propri assassini che utilizzano delle armi vere. I protagonisti riescono a impadronirsi di alcune armi e a rifugiarsi in un casolare. Dopo alcune morti in entrambi gli schieramenti un responsabile del campo da softair riconosce l'identikit di un ricercato diffuso in televisione e allerta i carabinieri, che si recano sul posto e dopo una breve sparatoria traggono in salvo i superstiti del gruppo.